# 강릉 동은 고택
강릉 동은 고택(江陵 東隱 古宅)은 대한민국 강원특별자치도 강릉시 노암동에 있는 일제강점기의 건축물이다. 1985년 1월 17일 강원특별자치도의 문화재자료 제55호로 지정되었다.

## 개요
1916년에 지은 집으로 안채 양쪽 앞에 사랑채와 광채를 ㄷ자형으로 배치하였다. 맞은편으로는 행랑채를 두어 전체적으로 ㅁ자형 배치를 이루고 있다.
안채는 앞·뒤로 공간을 구분한 겹집이다. 안방을 중심으로 왼쪽에는 부엌을 두고 오른쪽은 건넌방과 마루방을 앞·뒤로 배치하였다. 원래 부엌에서 직각으로 꺾여진 부분에 방과 곳간이 있었으나 지금은 곳간을 개조하여 방으로 사용하고 있다. 곡식을 저장하던 광채는 바닥이 마루로 되어 있다.
사랑채 방 한 쪽에는 특이하게 양옥집 현관과 비슷한 용도의 신방이란 것을 두었는데 이곳에 신발을 벗어 두고 방에 오를 수 있게 하였다. 행랑채는 대문 왼쪽에 광을, 오른쪽에 방과 마루방을 두었으며 앞에는 툇마루를 설치하였다.

## 명칭 변경
1985년 1월 17일 강원도의 문화재자료 제55호 강릉 최근배 가옥(江陵 崔根培 家屋)으로 지정되었다가, 2017년 11월 17일 현재의 명칭으로 변경되었다.

## 참고 자료
- 강릉 동은 고택 - 국가유산청 국가유산포털